# کوه پوپوماناسئو
کوه پوپوماناسئو (به لاتین: Mount Popomanaseu) یک کوه و آتشفشان در جزایر سلیمان است که در Guadalcanal, Solomon Islands واقع شده‌است. کوه پوپوماناسئو ۲٬۳۳۵ متر بالاتر از سطح دریا واقع شده‌است.